# Worship Music
Worship Music é o décimo álbum da banda Anthrax. Lançado em setembro de 2011, o disco marca o retorno do vocalista da formação clássica, Joey Belladonna, em um trabalho de estúdio com o grupo de thrash metal. O álbum recebeu ótimas críticas e vendeu mais de 30.000 cópias nas primeiras semanas de lançamento.

## Faixas
1. "Worship (Intro)"- 1:41
2. "Earth on Hell" - 3:11
3. "The Devil You Know"- 4:47
4. "Fight 'em 'Til You Can't" - 5:49
5. "I'm Alive" - 5:37
6. "Hymn 1"- 0:39
7. "In the End"- 6:49
8. "The Giant" - 3:47
9. "Hymn 2"- 0:45
10. "Judas Priest" - 6:25
11. "Crawl"- 5:29
12. "The Constant" - 5:02
13. "Revolution Screams" - 6:06

| Críticas profissionais | Críticas profissionais |
| Avaliações da crítica  | Avaliações da crítica  |
| Fonte                  | Avaliação              |
| ---------------------- | ---------------------- |
| Allmusic               | [ 1 ]                  |
| Blabbermouth.net       | [ 2 ]                  |
| Blistering             | [ 3 ]                  |
| Bravewords.com         | [ 4 ]                  |
| IGN                    | [ 5 ]                  |
| Metalholic.com         | [ 6 ]                  |
| MSN                    | (favorável)            |
| Rockfreaks.net         | [ 8 ]                  |
| Thrash Hits            | [ 9 ]                  |
| Time for Metal Magazin | [ 10 ]                 |

## Créditos
Anthrax
- Joey Belladonna – vocal
- Scott Ian – guitarra base, backing vocals
- Frank Bello – baixo, backing vocals
- Charlie Benante – bateria
- Rob Caggiano – guitarra solo

Participações
- Dan Nelson - co-autor das faixas  2, 3, 4, 5, 8, 11, 12 e 13.
- Alison Chesley – cello

## Desempenho nas paradas
| Parada musical (2011)   | Posição inicial |
| ----------------------- | --------------- |
| Australian Albums Chart | 35              |
| Austrian Albums Chart   | 30              |
| Belgium Albums Chart    | 65              |
| Canadian Albums Chart   | 33              |
| Czech Albums Chart      | 28              |
| Finnish Albums Chart    | 6               |
| French Albums Chart     | 43              |
| German Albums Chart     | 13              |
| Irish Albums Chart      | 62              |
| Italian Albums Chart    | 37              |
| Spanish Albums Chart    | 70              |
| Swedish Albums Chart    | 24              |
| Swiss Albums Chart      | 28              |
| UK Albums Chart         | 49              |
| US Billboard 200        | 12              |